# Pseudosedum fedtschenkoanum
Pseudosedum fedtschenkoanum är en fetbladsväxtart som beskrevs av Antonina Georgievna Borissova. Pseudosedum fedtschenkoanum ingår i släktet Pseudosedum och familjen fetbladsväxter. Inga underarter finns listade i Catalogue of Life.